# Cafetera

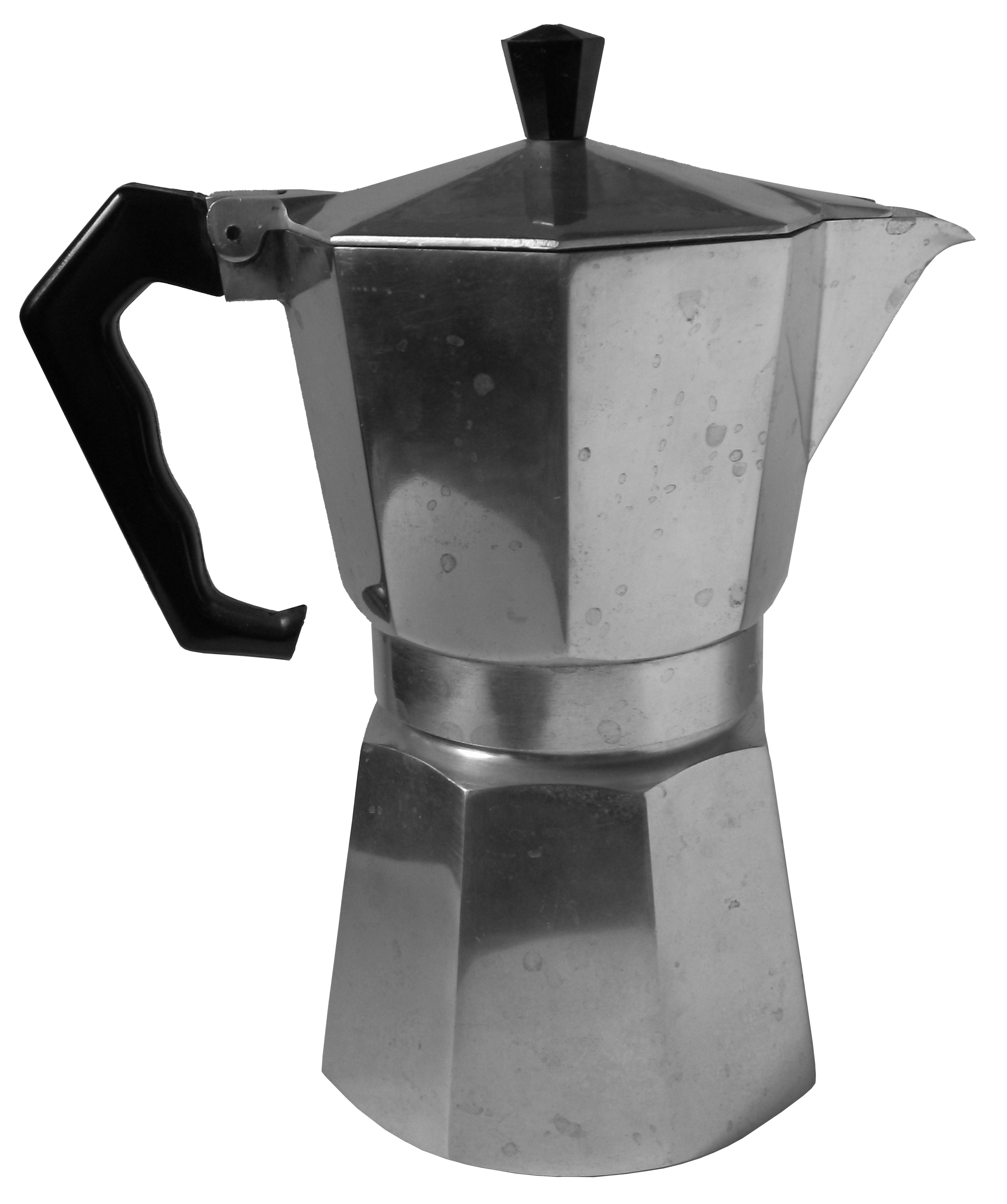
Cafetera italiana o tipus "orolei".

La cafetera és un estri de cuina emprat per a preparar la infusió del cafè. La cafetera exprés obté la infusió per condensació de vapor d’aigua en una caldera i és dipositat directament a les tasses.
Des del segle XVII, quan es va començar a fer servir aquest mot, aquest utensili ha canviat molt: hi ha les cafeteres proveïdes d'un fogonet portàtil i d'un gresol d'alcohol, els models d'infusió, les cafeteres elèctriques que funcionen per pressió o bé amb filtre (gota a gota al vapor) que ofereixen la comoditat de fer les tasses precises. Malgrat tot, per a molts serveis, com ara col·legis, casernes, campaments i hospitals, continua fent-se el cafè per infusió en grans recipients, que, una vegada escaldat, es filtra.
Els primers aparells apareixen a finals del segle xviii. Abans el cafè se servia directament amb aigua bullent. El 1806, Benjamin Thompson inventà un colador per reduir el pas dels residus, però no aconseguí eliminar-los. A principis del segle xx, una mestressa
de casa de Dresden es dedicà a experimentar amb diferents materials, entre ells un paper assecant que utilitzava el seu fill a l'escola. El resultat fou perfecte. Amalie Auguste Melitta Bentz (1873, Dresden, Alemanya – 1950, Holzhausen, Alemanya) acabava  d’inventar els filtres de cafè.

El complement de la cafetera és el molinet de cafè; amb el que es mol el gra a una mida concreta per a cada tipus de cafetera.

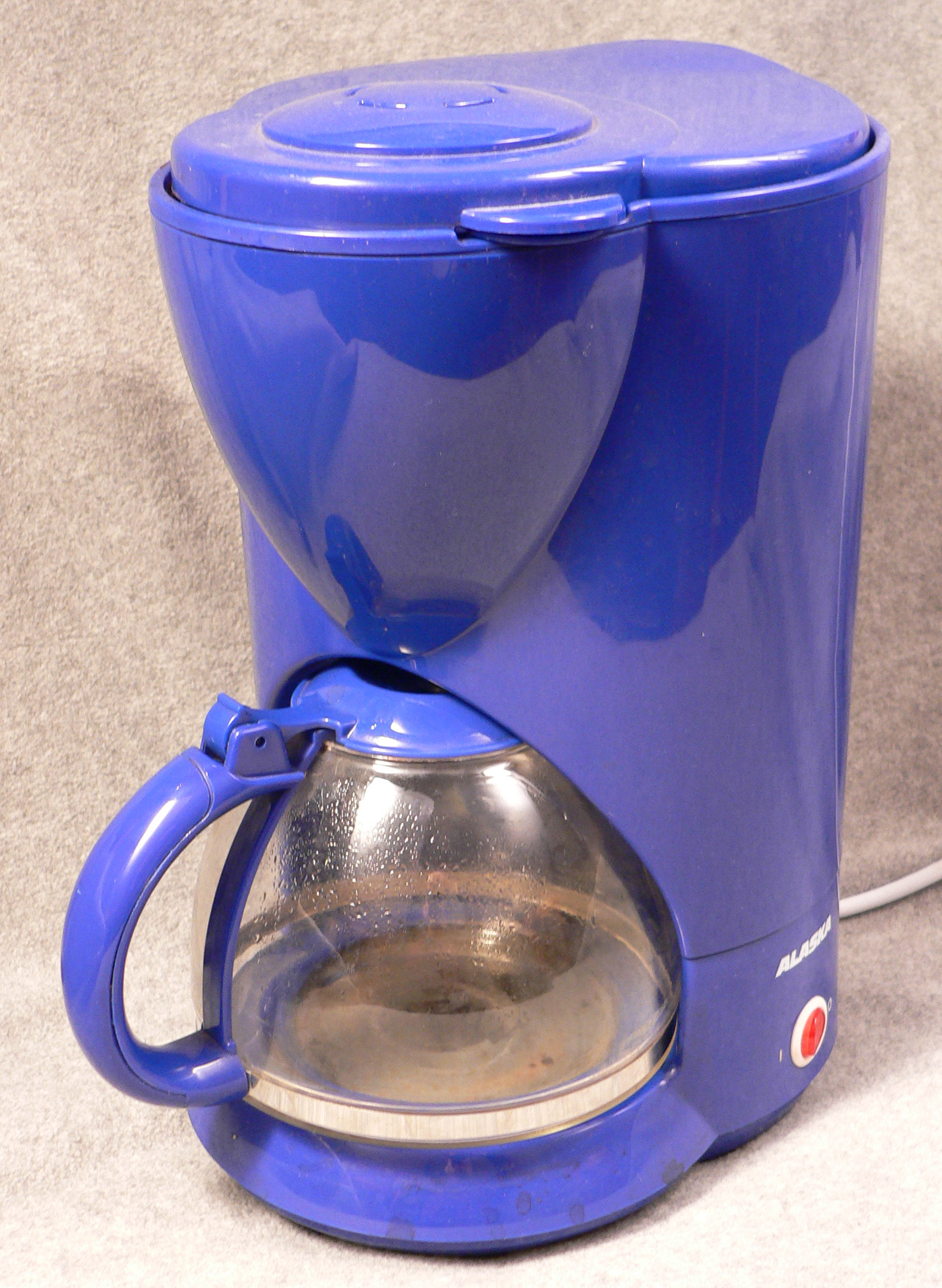
Una cafetera de goteig.

## Tipus de cafeteres

### Cafetera de filtre
La cafetera de filtre (de goteig o percolador) consisteix en un dipòsit d'aigua que s'escalfa i es fa passar a través del cafè molt que es deposita sobre un filtre de paper o d'una malla d'alumini o d'acer. L'aigua passa lentament a través del cafè mitjanament molt, i cau gota a gota per gravetat fins a un dipòsit. Normalment el dipòsit de cafè és de vidre i va sobre una base o placa elèctrica que el manté calent. Ideal per preparar diverses tasses de cafè lleuger o cafè a l'americana. Funciona amb energia elèctrica. Fa un cafè de gust suau, no massa intens. El filtre cal anar-lo canviant puntualment. L'avantatge principal es que manté el cafè calent sempre que es mantingui endollada, i que permet obtindre una gran quantitat de tasses d'una sola vegada.
El primer filtre de cafè va ser inventat el 1908 per Melitta Bentz a Dresden (Alemanya). Actualment n’hi ha de diversos tipus, però totes compartixen l’ús d’un filtre superior on es col·loca el cafè i sobre el qual passa l’aigua i, per degoteig, va sortint cap enfora el cafè.
- N'hi ha de filtre elèctrica, on l’aigua no s’aboca sobre el cafè, sinó en el seu recipient, ja que, com que és elèctrica, primer l'escalfarà i després l’abocarà sobre el filtre i caurà en un recipient que hi ha damunt d’un fogó que, habitualment, manté el cafè calent. Aquest tipus de cafetera està pensat per a fer grans quantitats de cafè d’una sola vegada, suaus i lleugers.Cafetera exprésCafetera de tipus orolei, habitual als Països Catalans. També coneguda com a cafetera moka, és un dels grans clàssics en gairebé totes les llars. Existeix la seva versió per a fogons i per a vitro i tan sols es necessita omplir el compartiment del mig amb cafè mòlt i aigua en l’extrem inferior. A mesura que l’aigua s’escalfa i comença a bullir, aquesta és impulsada cap amunt, passant pel compartiment del cafè, fins que la beguda final acaba a la base superior. La seva fabricació està lligada al municipi de Sabadell, ja que a partir dels anys cinquanta del segle passat la cafetera d’alumini Oroley va fabricar-se als tallers Escu, companyia fundada pels senyors Espelt i Cunill. Aquest taller es va especialitzar en motllos i matrius i disposaven de tecnologia amb màquines de fosa injectada de metalls lleugers, des de 30 fins a 800 tones de força. La seva gamma de productes anava destinada a diferents rams, com tèxtil, metall, construcció i altres. Amb tot les cafeteres Oroley eren part molt important de la producció. Fins i tot, van crear una cafetera Oroley amb capçal de porcellana. A finals dels anys setanta del segle passat van passar dificulutats i les tallers van tancar l’any 1983.[10]

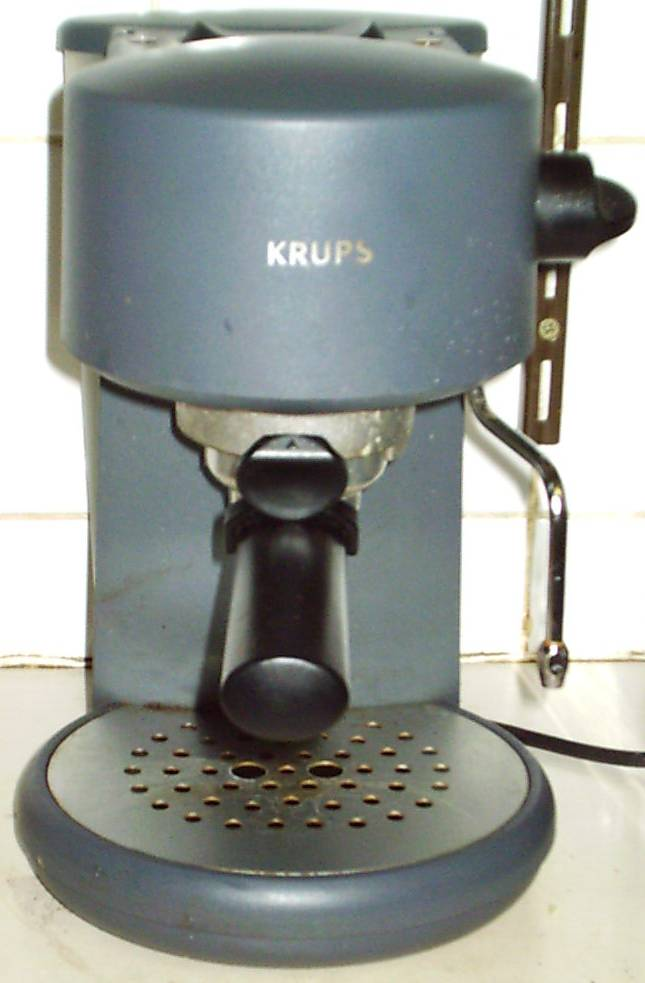
Cafetera exprés

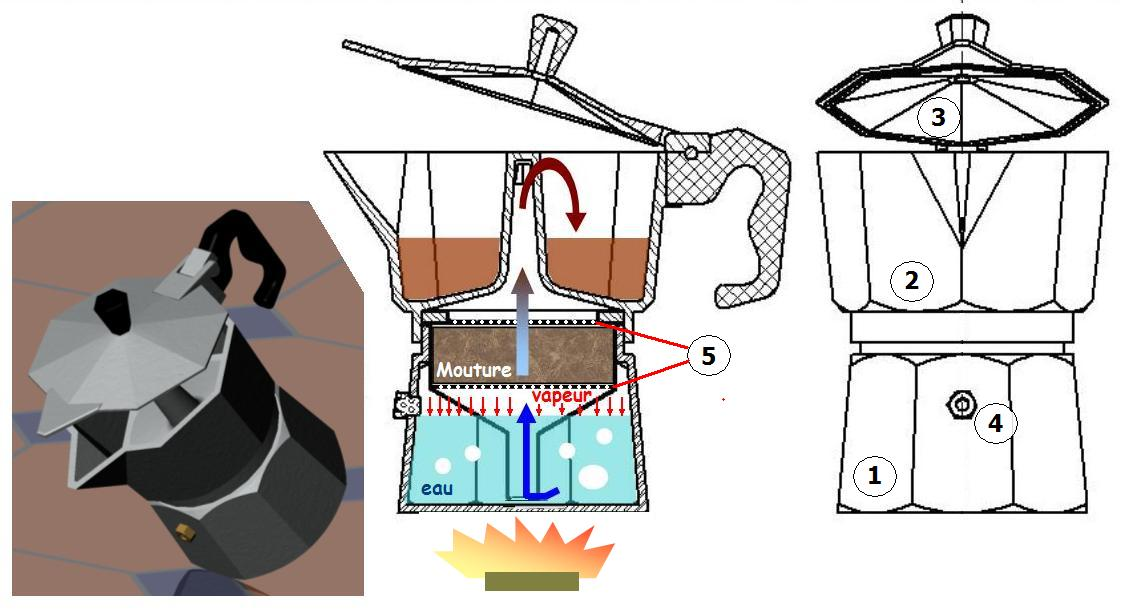
Cafetera de tipus orolei, habitual als Països Catalans. També coneguda com a cafetera moka, és un dels grans clàssics en gairebé totes les llars. Existeix la seva versió per a fogons i per a vitro i tan sols es necessita omplir el compartiment del mig amb cafè mòlt i aigua en l’extrem inferior. A mesura que l’aigua s’escalfa i comença a bullir, aquesta és impulsada cap amunt, passant pel compartiment del cafè, fins que la beguda final acaba a la base superior. La seva fabricació està lligada al municipi de Sabadell, ja que a partir dels anys cinquanta del segle passat la cafetera d’alumini Oroley va fabricar-se als tallers Escu, companyia fundada pels senyors Espelt i Cunill. Aquest taller es va especialitzar en motllos i matrius i disposaven de tecnologia amb màquines de fosa injectada de metalls lleugers, des de 30 fins a 800 tones de força. La seva gamma de productes anava destinada a diferents rams, com tèxtil, metall, construcció i altres. Amb tot les cafeteres Oroley eren part molt important de la producció. Fins i tot, van crear una cafetera Oroley amb capçal de porcellana. A finals dels anys setanta del segle passat van passar dificulutats i les tallers van tancar l’any 1983.

- Un altre tipus és la cafetera Chemex, té forma de rellotge de sorra i necessita una molta del cafè mitjana. Funciona manualment i cal fer bullir l’aigua, cal que reposi 45 segons, i ja es pot posar en una tetera i, afegir-li l’aigua  amb moviments circulars des del centre cap a la part de fora.
- V60, s’anomena així perquè el recipient on es col·loca el cafè té forma de V i un angle de 60 graus. Té un sol orifici de degoteig.
- Kalita: el recipient superior té un fons pla i tres orificis de degoteig i el filtre sol ser ondulat. Obtenim un cafè amb més cos.
- Sifó japonès: combina la immersió i el degoteig. Està composta per dues peces superposades de forma esfèrica i en la part de sota té un encenedor d’alcohol per encendre el foc, encara que també n’hi ha que tenen plaques elèctriques. El vapor produeix que l’aigua pugui al recipient superior a través d’un tub. Després, com a conseqüència de la pressió negativa, el líquid torna al recipient inferior.

### Cafetera exprés
La cafetera exprés fa passar aigua calenta, normalment a 90° i a una pressió entre 8-10 atmosferes entre 20 i 30 segons per cafè molt fi, extraient el sabor i l'essència. La preparació bàsica d'aquesta cafetera és el cafè exprés. La màquina de cafè exprés sorgí a principis del segle xx, gràcies a l'enginyer Luigi Bezzera, a Itàlia, des d'on es va expandir per tot Europa. Avui dia n'hi ha diferents categories com la manual de palanca, hidràuliques i automàtiques d'erogació contínua. És molt comú en restaurants i cafès, encara que també s'ha estès últimament a les cases particulars. Estan formades d'un portafiltres, filtre, una boca per fer escuma la llet i el més important: la bomba de pressió. La pressió és la clau i determina la cremositat del cafè. La preparació és ràpida, menys de dos minuts (d'ací el seu nom d'expresso), i s'obté un cafè aromàtic, amb cos i gran sabor. Funciona amb energia elèctrica.
Ple que fa a les cafeteres d’ús domèstic són constituïdes generalment per dos recipients, acoblats o no, amb un dipòsit intermedi per al cafè mòlt, proveït de filtre; un dels recipients conté l’aigua i l’altre és per recollir la infusió ja feta en passar l’aigua calenta o el vapor d’aigua pel dipòsit intermedi. Pel que fa a les cafeteres d'establiments públics són generalment de tipus exprés; tenen una caldera on l’aigua és escalfada per electricitat o per gas (generalment, les cafeteres modernes tenen ambdós sistemes de calefacció) i la infusió de cafè és dipositada directament a les tasses.
Finalment, al segle XXI, s'han popularitzat la cafetera de càpsules que, bàsicament, funciona com una cafetera exprés, però el seu sistema és molt simple: s’insereix una càpsula amb cafè mòlt a dins. En el seu interior un mecanisme perfora la càpsula i desprèn aigua calenta sota uns certs bars de pressió fins que es fa la beguda. Aquest sistema facilita que l'usuari pugui triar el tipus de cafè, com ara intens, descafeïnat…

### Cafetera italiana
La cafetera italiana consta de dos cossos que s'enrosquen per la part central. La part inferior és el dipòsit d'aigua, que té una vàlvula de seguretat a un costat i on es posa un filtre amb el cafè, amb forma d'embut. La part superior és el dipòsit que rebrà el cafè preparat. L'aigua al bullir allibera el vapor, que augmenta la pressió dintre del dipòsit inferior, fent que l'aigua pugi pel tub del filtre a través del cafè molt extraient l'essència i el sabor. En arribar a la part superior, surt per una petita torre perforada a la punta per evitar que retorni el cafè preparat i allà es manté fins que tot el cafè hagi sortit. Normalment són fabricades d'alumini o d'acer inoxidable. S'usa un cafè més aviat fi regular. És una manera còmoda, ràpida i fàcil de preparar cafè exprés. Funciona sobre els fogons de la cuina o amb foc moderat.

### Cafetera d'èmbol

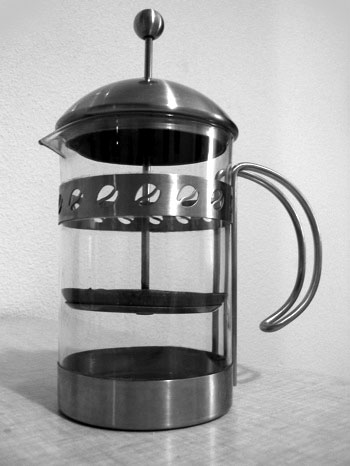
Cafetera d'èmbol.

La cafetera d'èmbol o francesa es va inventar en 1850 i el cafè s’obté per immersió. permet preparar cafè en forma senzilla i mantenir tots els olis del cafè, fent-lo molt suau i deliciós. Aquesta cafetera, tot i ser una invenció italiana, fou popularitzada pels francesos, d'aquí el seu nom.
El cafè requereix ser molt amb gra gran perquè no traspassi el filtre. La preparació és relativament lenta i senzilla. Només cal escalfar aigua i afegir-la al recipient. Després d'aquest pas, tanca la tapa i empenyem l'èmbol, deixant passar les partícules d'aroma de cafè que es barregen amb l'aigua. El resultat és un cafè poc concentrat, però amb sabor. També serveix per preparar té o d'altres infusions d'herbes.

### Cafetera de percolació
La seva denominació prové de «percolar», que significa fer passar una substància soluble a través d'una substància permeable, especialment amb el propòsit de crear un compost soluble. Pel que fa a l'elaboració de cafè, la substància soluble és l'aigua, la substància permeable és el cafè molt i el compost soluble és el cafè elaborat.
Una cafetera percoladora prepara el cafè fent circular contínuament el cafè molt, ja sigui bullint o gairebé bullint, per gravetat fins que aconsegueix la intensitat requerida. El cafè molt s'emmagatzema en una cistella de filtre de metall perforada. Aquestes cafeteres van gaudir de gran popularitat en el passat, però van ser suplantades a principis dels anys 70 per les cafeteres automàtiques de degoteig. Les cafeteres de percolador solen exposar el cafè a temperatures més altes que altres mètodes de preparació i poden fer recircular el cafè ja preparat. A la fi, el cafè preparat amb una cafetera percoladora és particularment susceptible a l'extracció de substàncies aromàtiques i aromatitzants dels grans mòlts.